# PSMG4
PSMG4 (англ. Proteasome assembly chaperone 4) – білок, який кодується однойменним геном, розташованим у людей на 6-й хромосомі. Довжина поліпептидного ланцюга білка становить 123 амінокислот, а молекулярна маса — 13 775.
| 10         |  | 20         |  | 30         |  | 40         |  | 50         |
| ---------- |  | ---------- |  | ---------- |  | ---------- |  | ---------- |
| MEGLVVAAGG |  | DVSLHNFSAR |  | LWEQLVHFHV |  | MRLTDSLFLW |  | VGATPHLRNL |
| AVAMCSRYDS |  | IPVSTSLLGD |  | TSDTTSTGLA |  | QRLARKTNKQ |  | VFVSYNLQNT |
| DSNFALLVEN |  | RIKEEMEAFP |  | EKF        |  |            |  |            |

A: Аланін

C: Цистеїн

D: Аспарагінова кислота

E: Глутамінова кислота

F: Фенілаланін

G: Гліцин

H: Гістидин

I: Ізолейцин

K: Лізин

L: Лейцин

M: Метіонін

N: Аспарагін

P: Пролін

Q: Глутамін

R: Аргінін

S: Серин

T: Треонін

V: Валін

W: Триптофан

Кодований геном білок за функцією належить до шаперонів. 
Задіяний у такому біологічному процесі, як альтернативний сплайсинг. 